# 清水佐紀
清水 佐紀（しみず さき、1991年11月22日 - ）は、日本の元アイドル、元歌手、元タレント、元女優。ハロー!プロジェクト・キッズを経て、Berryz工房キャプテンとして活動後、ハロー!プロジェクト・アドバイザーに就任。メンバーカラーはイエロー。
神奈川県出身。血液型O型。身長153cm。元ジェイピィールーム所属。

## 略歴
- 2002年6月30日、ハロー!プロジェクト・キッズ オーディションに合格し、ハロー!プロジェクト・キッズの一員となる。
- 2003年7月6日、ZYXメンバーに選出[7]。
- 2004年3月3日、Berryz工房としてメジャーデビュー。
- 2008年4月19日、High-Kingメンバーに選出[8]。
- 2011年2月14日、Berryz工房メンバー初の個人ブログを開設[9]。
- 2015年3月3日の日本武道館公演をもって、Berryz工房が無期限活動停止に伴い同日ハロー!プロジェクトを卒業、新たに「ハロー!プロジェクト・アドバイザー」へ就任することになった[5][6]。
  - これに先立ち同年1月2日に結成された8人組研修生内「新ユニット」の名称の選考に清水が関わり、同ユニット名が「こぶしファクトリー」となったことが同年2月25日に発表された[10]。
  - その後、同年4月29日に発表されたこぶしファクトリーに続く研修生ユニットでもある「つばきファクトリー」のメンバー構成や名称にも関わり、同ユニットの当初のメンバー6名には清水自らが加入を発表した[11]。
  - さらに同グループへ2016年8月13日に増員加入した研修生からの昇格者3名についても、清水が増員メンバーの選考に関わり加入の決定も清水が伝えている。
- 2017年8月24日、M-line clubに加入[12]。
- 2017年8月、所属事務所をアップフロントプロモーションからジェイピィールームへと移籍した[13]。
- 2017年10月1日、Instagramを開始した[14][15]。
- 2021年3月3日、一般男性との結婚を発表[16][17]。あわせて同年11月末日をもって所属事務所との専属マネージメント契約終了、芸能界引退を発表した[16][17]。
- 2021年11月23日のファンクラブイベントを最後に芸能界引退し[18]、同月末日をもって所属事務所との専属マネージメント契約を終了した。

## 人物
- ダンスの技術はハロープロジェクトメンバーからも一目置かれており[19]、ハロプロキッズ時代のダンスの先生であった夏まゆみからは、「努力はセンスに勝ることがあるけど、センスのある人が努力しちゃったら敵わない時もある。それが清水ですね。」と絶賛されたことがある[20]。また、コンサートでは他の全メンバーの場位置や振付を覚えていて、わからなくなったメンバーに教えていた[21]。
- 絵のタッチが独特であることから、Berryz工房メンバーからは「画伯」と呼ばれていた。絵を用いたグッズも多く販売された[22]。
- コンサートやブログでおぱょ（おはようの意）、こんばっきゅん（こんばんはの意）といった挨拶を使うことがあり[23][24]、ファンの間での定番となっていた。
- 几帳面な性格で、500円玉貯金をしていた時に硬貨の製造年別に集計するなどして、メンバーを驚かせたことがある[19]。
- 大のディズニー好き[25]、アイスクリーム好き[26][27]。
- 兄が1人いる[28]。
- 同期の鈴木愛理は3学年下のため、高校卒業後に清水の制服を譲っている[29]。
- AKB48の元メンバーである増田有華とも仲が良く、増田が出演したミュージカルも観賞したことがあるという[30]。

## 作品

### 映像作品
DVD
- メイキング・オブ 仔犬ダンの物語（2003年1月21日）
- 仔犬ダンの物語（2003年6月18日）
- ハロー!モーニング。 ハロモニ。劇場 Vol.4 「昼下がりのモーママたち & バスがくるまで」（2003年12月26日）
- ハローキッズ! vol.1・2（2006年2月22日）
- 映画 ふたりはプリキュア MaxHeart2 雪空のともだち（2006年4月19日、声優として出演）
- ハロプロアワー vol.6（2007年1月24日）

DVD（限定）
- ゴ→50 Vol.1・3（2005年11月8日、2006年1月28日）
- Promise Land〜クローバーズの大冒険〜（2006年2月14日）
- SAKI SHIMIZU DVD on HELLO! PROJECT SPORTS FESTIVAL 2006（2006年7月1日）
- 清水佐紀 on Berryz工房サマーコンサートツアー2006 『夏夏!〜あなたを好きになる三原則〜』（2006年12月16日）
- Berryz工房 DVD MAGAZINE Vol.8 清水佐紀（2007年4月1日）
- 清水佐紀 on Berryz工房コンサートツアー 2007夏 〜ウェルカム!Berryz宮殿〜（2008年1月26日）
- 清水佐紀 DVD 「SAKI」（2011年1月11日）

## 出演
ハロー!プロジェクト全体、ハロー!プロジェクト・キッズ全体、および各所属ユニット全体での活動はそれぞれの項目を参照のこと。

### テレビ番組
- HEY!HEY!HEY! MUSIC CHAMP（2003年、フジテレビ） - 藤本美貴「ブギートレイン'03」のバックダンサー
- 第54回NHK紅白歌合戦 - 松浦亜弥「ね〜え?」のバックダンサー
- ハロモニ。劇場「バスがくるまで」
- バナナマンのブログ刑事（2011年7月12日、東海テレビ） - 犯人ゲスト役

### テレビドラマ
- 数学♥女子学園 （2012年1月11日 - 3月28日、日本テレビ） - 麻布未来 役
- ほぼ日の怪談。「せまいシングルルーム」「持たされた⼈形」（2020年8月26日 - テレビ神奈川）

### テレビアニメ
- イナズマイレブン（2009年） - 堀道子 役[31]

### ラジオ
- 今日は一日“ハロプロ”三昧（2019年8月16日、NHK FM） - ゲスト

### ゲーム
- イナズマイレブン ストライカーズ（2011年 - 2012年、堀道子） - 3作品[注 1]

### 映画
- 仔犬ダンの物語（2002年12月14日、東映） - 野村千香 役
- Promise Land〜クローバーズの大冒険〜（2004年7月17日 - 9月5日、フジテレビお台場冒険王2004にて）
- 映画 ふたりはプリキュア Max Heart 2 雪空のともだち（2005年、東映）
- 王様ゲーム（2011年、BS-TBS） - 松本雅美 役[32]

### ライブ
- 藤本美貴ファーストライブツアー2003春 〜MIKI (1) 〜（2003年3月2日、Zepp TOKYO） - 「ブギートレイン'03」バックダンサー
- Hello! Project 20周年記念前夜祭 〜One by One〜「清水佐紀 Dance Live 〜I wish I could…〜」（2017年10月29日、コットンクラブ、昼夜2公演）[33]
- Hello! Project 20th Anniversary!! Hello! Project 2018 SUMMER 〜ALL FOR ONE〜/〜ONE FOR ALL〜（2018年7月21日、日本特殊陶業市民会館 フォレストホール、昼夜2公演 / 8月11日、仙台サンプラザ / 2会場3公演） - ゲスト出演[34]
- Hello! Project 20th Anniversary!! Hello! Project 2019 WINTER 〜YOU & I〜（2019年2月16日、上野学園ホール） - ゲスト出演[35]

### 舞台
- 劇団ゲキハロ第10回公演「大正浪漫 ハイカラ探偵王 青いルビー殺人事件」（2011年6月29日 - 7月3日、六本木・俳優座劇場） - 姫神あやの 役[36]
- 劇団ゲキハロ第12回公演「キャッツ♥アイ」（2012年9月22日 - 30日、池袋・サンシャイン劇場／10月13日・14日、大阪・イオン化粧品シアターBRAVA!） - 浅谷刑事 役[37]
- 演劇女子部「一枚のチケット〜ビートルズがやってくる〜」（2017年11月27日 - 12月3日、紀伊國屋サザンシアター TAKASHIMAYA） - 一柳みどり 役[38][39]
- 新歌舞伎座 山内惠介 特別公演（2018年2月9日 - 23日、大阪新歌舞伎座）[40][41]
- 全労済ホール/スペース・ゼロ提携公演「熱帯男子」（2018年2月27日、全労済ホール／スペース・ゼロ）[注 2]
- 演劇女子部「ファラオの墓〜蛇王・スネフェル〜」（2018年6月1日 - 10日、池袋・サンシャイン劇場／6月15日 - 17日、大阪・メルパルクホール） - メネプ神官 役
- 大人の麦茶 第25杯目公演「おしり筋肉痛」（2017年4月19日 - 23日、下北沢ザ・スズナリ） - かよぱたーすん 役[42][43]
- OFFICE SHIKA「さよなら鹿ハウス」（2018年11月8日 - 18日、座・高円寺1／11月22日 - 25日、大阪HEP HALL） - 女子高生・ヨウコ 役[44]
- 銀岩塩 Vol.3 「『神ノ牙-JINGA-転生』～消えるのは俺じゃない、世界だ。～」（2019年1月5日 - 14日、銀河劇場） - ユヅキ、オンタケ 役[45][46]
- SHIMA・SHIMA Theater「妄想女子殺人事件」（2019年3月26日-29日：COTTON CLUB／４月12日、名古屋ダイアモンドホール／3月20日・21日、大阪ビジネスパーク円形ホール） - 清水島佐紀 役[47]
- 演劇女子部「遙かなる時空の中で6 外伝 〜黄昏ノ仮面〜」（2019年6月6日 - 23日、サンシャイン劇場・メルパルクホール） - 萩尾九段 役[注 3]
- 五反田タイガー6th Stage「花街花魁クロニクル」（2019年7月10日 - 15日、草月ホール） - 伽耶 役[48][49]
- ミュージカル・ギルドq.第14回公演「Signs!～微力だけど無力じゃない～」（2019年8月8日 - 12日、渋谷区文化総合センター大和田） - 山口瞳 役[50][51]
- Monkey Works Vol.02「キンギンヒシャカク～乙女の一手～」（2019年10月4日 - 14日、新宿シアターモリエール） - 銀爆弾京子 役[52][53]
- 劇団たいしゅう小説家「湯もみガールズⅥ～まさかのスリラーアクション！？～」（2019年11月7日 - 10日、萬劇場） - 主演 つき子 役[54][55]
- 三山ひろし特別公演（2020年1月7日 - 23日、明治座）[56]
- 劇団CATMINT第十六回公演「朧にかすむ月」（2020年3月5日 - 9日、新宿シアターモリエール）[57]
- 五反田タイガー7th Stage「WORKER ANTS と働かないアリ」（2020年3月19日 - 22日、CBGK シブゲキ!!） - 虫神 役[58][59][60]
- ミュージカル・ギルドｑ.第17回公演「The Heartbreak Hotel～ありふれた恋のカタチ～」（2020年8月19日 - 23日、あうるすぽっと） - 矢沢理奈 役[61][62]
- SHIMA・SHIMA Theater「朗読劇 妄想女子殺人事件～スピンオフ・被害者は踊らない～」（2020年7月22日 - 24日、COTTON CLUB） - 清水島佐紀 役[63]
- 銀岩塩SATELLITE「想紅 オモイクレナイ」（2020年10月14日 - 18日、小劇場B1） - 主演 上坂涼美 役[64][65]
- 劇団TEAM-ODAC第35回本公演「岸和田少年愚連隊～あの頃のハートは今もある～（2020年 秋の陣）」（2020年11月14日 - 23日、こくみん共済 coop ホール／スペース・ゼロ） - 千鶴 役（Wキャスト）[66][67][68]
- 銀岩塩 Vol.5 「ABSO-METAL2 ～群盲の逆襲～」（2021年2月10日 - 14日、こくみん共済 coop ホール／スペース・ゼロ）[69][注 4]
- 劇団たいしゅう小説家「しあわせになりたい2021」（2021年3月24日(水) - 28日、萬劇場） - 麻里 役[70]
- 男〆天魚 Vol.７「地獄」（2021年5月2日 - 9日、配信のみでの公演）[71]
- 劇団TEAM-ODAC第36回本公演「ダルマ(2021)」（2021年6月3日 - 8日、浅草花劇場） - 蘭 役[72][73]
- 劇団東少「眠れる森の美女」（2021年7月22日、板橋区立文化会館／7月23日、練馬文化センター／8月1日、志木市民会館パルシティホール／8月22日、川越市やまぶき会館／8月29日、府中の森芸術劇場ふるさとホール） - 料理番の娘 役[74]
- 劇団たいしゅう小説家「湯もみガールズVII ～晩夏もゆったり営業中?! ～」（2021年8月18日 - 21日、萬劇場） - 主演 つき子 役[75][76]
- 銀岩塩 Vol.4.5 「ABSO-METAL～黎明～」（2021年10月16日 - 24日、新宿村LIVE） - アニエス 役[77][78]
- 五反田タイガー 10th Stage「Casket～深海から見える星～ 」（2021年11月10日 - 14日、 草月ホール） - ペンギンのペン子 役[79][80][81]

## 書籍

### 写真集
- 清水佐紀（2011年1月12日、アップフロントブックス〈現・オデッセー出版〉/ワニブックス）[82]

## 参加ユニット
- Berryz工房（2004年 - 2015年）メンバーカラーは「黄」。
- 通常ユニット
  - ZYX（2003年 - 2009年）
- 企画ユニット
  - GREEN FIELDS（2012年 - ）
- シャッフルユニット
  - H.P.オールスターズ（2004年）
  - High-King（2008年 - ）
  - ハロー!プロジェクト モベキマス（2011年）

その他
- Gatas Brilhantes H.P.
- リトルガッタス